# Havas Imre
Havas Imre, Herbstler (Temesvár, 1878. szeptember 19. – Budapest, Terézváros, 1940. november 11.) színművész.

## Pályafutása
Herbstler György és Gusznecker (Kuzneker) Etelka fiaként született. A temesvári Weninger-féle színésziskolában végezte tanulmányait, 1899-ben szerződött Budára Makó Lajoshoz. Ezután Krecsányi Ignác, Komjáthy János, Sebestyén Géza és Sebestyén Mihály társulatánál is játszott. A Király Színház tagja volt, majd harcolt az első világháborúban. Tüdőgyulladásban hunyt el 62 éves korában.